# Zanclognatha obscuripennis
Zanclognatha obscuripennis là một loài bướm đêm thuộc họ Noctuidae. Nó được tìm thấy ở Missouri tới Québec, phía nam đến Florida và Texas.
Sải cánh dài 22–32 mm. Con trưởng thành bay từ tháng 4 đến tháng 6. There are two generations in hầu hết its range. There are continuous broods in Florida.
Ấu trùng ăn detritus, bao gồm lá chết.